# 1994 FIFAワールドカップ・決勝
1994 FIFAワールドカップ・決勝は、1994年7月17日に、アメリカ合衆国・ロサンゼルス郊外のパサデナにあるローズボウルで行われた、第15回目のFIFAワールドカップの決勝である。

## 決勝への道のり

### ブラジル
ブラジルはグループリーグでグループBに振り分けられ、ロシア、カメルーン、スウェーデンの各チームと対戦した。ブラジルはロシアを2-0で、カメルーンを3-0で下し、最終戦のスウェーデン戦（1-1の引分）を待たずに決勝トーナメント進出を決めた。
決勝トーナメント初戦ではグループAを3位で勝ち上がった開催国のアメリカ合衆国と対戦し、レオナルドが相手選手への肘打ちにより一発退場になるもののベベットの得点により1-0で勝利。準々決勝ではアイルランドを下して勝ち上がったオランダと対戦。ロマーリオとベベットのゴールにより2点を先取するものの同点に追いつかれ、最後はブランコが30メートル以上のFKを直接ゴールし、W杯で一度も勝ったことがなかったオランダに勝利した。
準決勝はスウェーデンとの対戦となった。序盤から試合を優位に進めるもなかなか得点が奪えない展開が続いたが、後半35分にロマーリオが決勝点を奪い、1-0で決勝進出を決めた。

### イタリア
イタリアはグループリーグでグループEに振り分けられ、アイルランド、ノルウェー、メキシコの各チームと対戦した。グループリーグではエースのロベルト・バッジョの調子が上がらず、初戦のアイルランド戦をいきなり0-1で落としてしまった。ノルウェー戦では同姓のディノ・バッジョが値千金の決勝ゴールを上げて勝利したものの、守備の要で主将のフランコ・バレージが膝を痛めて離脱してしまう。最終戦のメキシコ戦も勝ち切ることができず、結局グループリーグは3位に滑り込んでの通過となった。
決勝トーナメント初戦では、グループDを1位で勝ち上がったナイジェリアと対戦した。前半25分に先制され、さらに途中出場となったジャンフランコ・ゾラが不可解な判定で1発退場となり、非常に苦しい展開となる。イタリアの敗退が濃厚となった後半43分、グループリーグで無得点のロベルト・バッジョがついに得点して延長戦に持ち込み、延長前半10分にPKをロベルト・バッジョが決めて2-1で何とか勝利した。調子を上げてきたロベルトと今大会でシンデレラ・ボーイとなったディノの両バッジョによる得点でスペインとブルガリアをともに2-1で下し、満身創痍ながらも何とか決勝に進出した。

## 試合展開
怪我で戦線を離脱していたバレージが奇跡的な回復をとげ、決勝のピッチに帰ってきた。ただし、イタリアはスペイン戦で肘打ちにより8試合の出場停止の処分が下されたマウロ・タソッティと準決勝までの累積警告により出場停止となったアレッサンドロ・コスタクルタを欠いて戦わざるを得なくなった。一方、ブラジルは国内で戦術が守備的であるとの批判もあったが、レオナルドの出場停止以外はほぼ順調に勝ち進んできた。
前半、ブラジルはジョルジーニョ負傷で交代を強いられた。前半34分イタリアは攻め手を欠いたことから、コスタクルタのポジションでプレーしていたマルディーニを本来の左サイドのポジションに変更するため、ロベルト・ムッシをルイジ・アポローニと交代させた。ブラジルが優位に進めるものの、バレージを中心としたイタリアの守備をなかなか崩せず、イタリアは前半バレージのパスからマッサーロが決定機を迎えたが決めきれず。後半、マウロ・シルバの枠内シュートをジャンルカ・パリューカがファンブルし、ポストに当たるピンチがあった。ベベットのクロスにロマーリオが合わせるが、枠を外れ、ブラジルのこのゲームにおける最大のチャンスは潰れた。右サイドを崩したロベルト・ドナドーニの折り返しからロベルト・バッジョのシュートも枠を外れ、113分チャンスもロベルト・バッジョのシュートはタファレルの真正面に飛んだ。結局スコアレスのまま、決勝としては史上初のPK戦にまでもつれ込む。両チームのキッカーとも1人目は失敗し、2・3人目は成功する。4人目はイタリアのマッサーロが失敗し、ブラジルのドゥンガは成功する。迎えた5人目、イタリアのロベルト・バッジョが蹴ったボールは大きくゴールマウスの上に外れ、ブラジルが6大会ぶりの、大会史上単独最多となる4回目の優勝を果たした。
サッカーの本場であるヨーロッパのゴールデンタイムに合わせて真夏の昼間に試合が開催されたことと、国土の広いアメリカ合衆国における移動距離が大きいことで選手のコンディション不良が指摘され、疲労が蓄積した状態で臨んだ決勝戦は消耗戦の様相を呈していた。

## 試合結果
| 1994年7月17日 12:35 PDT |

| ブラジル                                        | 0 - 0 (延長) | イタリア                                                   |
|                                                 | レポート     |                                                            |
|                                                 | PK戦         |                                                            |
| マルシオ・サントス ロマーリオ ブランコ ドゥンガ | 3 - 2        | バレージ アルベルティーニ エヴァーニ マッサーロ R.バッジョ |

| ローズボウル（パサデナ） 観客数: 94,194人 主審: プル・シャーンドル |

| ブラジル | イタリア |

| GK                             | 1  | クラウディオ・タファレル |      |       |
| RB                             | 2  | ジョルジーニョ           |      | 21分  |
| CB                             | 13 | アウダイール             |      |       |
| CB                             | 15 | マルシオ・サントス       |      |       |
| LB                             | 6  | ブランコ                 |      |       |
| RM                             | 17 | マジーニョ               | 4分  |       |
| CM                             | 5  | マウロ・シルバ           |      |       |
| CM                             | 8  | ドゥンガ                 |      |       |
| LM                             | 9  | ジーニョ                 |      | 106分 |
| CF                             | 7  | ベベット                 |      |       |
| CF                             | 11 | ロマーリオ               |      |       |
| 控え選手:                      |    |                          |      |       |
| DF                             | 14 | カフー                   | 87分 | 21分  |
| FW                             | 21 | ヴィオラ                 |      | 106分 |
| 監督:                          |    |                          |      |       |
| カルロス・アルベルト・パレイラ |    |                          |      |       |

| GK             | 1  | ジャンルカ・パリュウカ       |      |      |
| RB             | 8  | ロベルト・ムッシ             |      | 35分 |
| CB             | 6  | フランコ・バレージ           |      |      |
| CB             | 5  | パオロ・マルディーニ         |      |      |
| LB             | 3  | アントニオ・ベナリーヴォ     |      |      |
| RM             | 14 | ニコラ・ベルティ             |      |      |
| CM             | 13 | ディノ・バッジョ             |      | 95分 |
| CM             | 11 | デメトリオ・アルベルティーニ | 42分 |      |
| LM             | 16 | ロベルト・ドナドーニ         |      |      |
| CF             | 10 | ロベルト・バッジョ           |      |      |
| CF             | 19 | ダニエレ・マッサーロ         |      |      |
| 控え選手:      |    |                              |      |      |
| DF             | 2  | ルイジ・アポローニ           | 41分 | 35分 |
| MF             | 17 | アルベリコ・エヴァーニ       |      | 95分 |
| 監督:          |    |                              |      |      |
| アリゴ・サッキ |    |                              |      |      |

| 副審: ベナンシオ・サラテ モハンマド・ファナエイ 第4の審判: フランシスコ・オスカル・ラモリナ | 試合方式 - 試合時間90分（前後半45分） - 延長戦の場合は30分（前後半15分） - 同点の場合はPK戦 - 選手交代は2人まで（GKに限りもう1人交代できる） |